# Centro Comercial Galerías (El Salvador)
El  Centro Comercial Galerias es un centro comercial ubicado en San Salvador, El Salvador. El complejo es propiedad del Grupo Siman, y entre sus atracciones se encuentra el ser el único centro comercial del mundo en tener dentro de sus instalaciones una mansión conocida como La Casona residencial privada en esas fechas, actualmente se conserva en perfectas condiciones, debido al reforzamiento estructural y a que fue rehabilitada totalmente durante la construcción del Centro Comercial, en ella se realizan actividades culturales, artísticas, educativas en beneficio de la comunidad y los artistas nacionales.

## Historia
La idea de construir el centro comercial, nace a principios de 1990, debido al gran desarrollo y pujanza de la capital, su construcción demoró casi cuatro años y estuvo a cargo de SIMCO (compañía hermana del grupo empresarial de Almacenes Simán), las primeras excavaciones se realizaron con el objetivo de dar forma a los tres niveles de parqueo subterráneos con que cuenta actualmente el centro comercial.
Uno de los principales desafíos de la construcción del centro comercial fue mantener la denominada Casona, pues los más de 2,000 obreros tuvieron que adoptar medidas de extrema seguridad para evitar que se dañara la arquitectura europea.
Con la colaboración de una empresa suiza, lograron construir un aro de seguridad que permitiera proteger la mansión, pues la excavación de 12 metros de profundidad ponía en peligro la obra.
Actualmente, Galerías posee un área de 115 mil metros cuadrados y cuenta con más 133 locales de tiendas nacionales y extranjeras.
En el año 2006 se realizó su más grande remodelación, donde se construyó un piso más (adicionales a los tres con los que la contaba) y se adecuó para la cadena mexicana de cines Cinépolis.
Actualmente a un costado del centro comercial se construye Millennium Plaza un moderno complejo de edificios conformado por una torre de 24 pisos destinado para oficinas, una torre de apartamentos y un hotel que estarán conectados a través de una pasarela con el centro comercial Galerías

## Tiendas
Algunas de las tiendas que posee este centro comercial son:
- Almacenes Siman
- Zara
- Bershka
- Pull and Bear
- Stradivarius
- ADOC
- Park Avenue
- Náutica
- Ralph Lauren
- Apple Store
- Starbucks
- The Coffee Cup
- Cinépolis
- Swarovski

- Entre Otros.